# Mateo Acosta (calciatore 2003)
Mateo Alejandro Acosta Fernández (Montevideo, 4 marzo 2003) è un calciatore uruguaiano, difensore del Montevideo Wanderers.

## Carriera
Acosta è cresciuto nel settore giovanile del Montevideo Wanderers, con cui ha firmato il primo contratto professionistico l'11 ottobre 2024. Ha debuttato due giorni più tardi nell'incontro di Primera División perso 1-0 contro il River Plate (M).

## Statistiche

### Presenze e reti nei club
Statistiche aggiornate al 27 novembre 2024.
| Stagione        | Squadra              | Campionato      | Campionato | Campionato | Coppe nazionali | Coppe nazionali | Coppe nazionali | Coppe continentali | Coppe continentali | Coppe continentali | Altre coppe | Altre coppe | Altre coppe | Totale | Totale | Totale |
| Stagione        | Squadra              | Comp            | Pres       | Reti       | Comp            | Pres            | Reti            | Comp               | Pres               | Reti               | Comp        | Pres        | Reti        | Pres   | Reti   |        |
| --------------- | -------------------- | --------------- | ---------- | ---------- | --------------- | --------------- | --------------- | ------------------ | ------------------ | ------------------ | ----------- | ----------- | ----------- | ------ | ------ | ------ |
| 2024            | Montevideo Wanderers | PD              | 7          | 1          | CU              | 0               | 0               | -                  | -                  | -                  | -           | -           | -           | 7      | 1      |        |
| Totale carriera | Totale carriera      | Totale carriera | 7          | 1          |                 | 0               | 0               |                    | -                  | -                  |             | -           | -           | 7      | 1      |        |